# Kuroiwaberget
Der Kuroiwaberget (norwegisch; japanisch 黒岩山 Kuroiwa-yama, deutsch ‚Schwarzer-Fels-Berg‘) ist ein 1805 m (nach japanischen Angaben 1793 m) hoher Berg im ostantarktischen Königin-Maud-Land. In der Sør Rondane ragt er südöstlich der Berrheia in der Balchenfjella auf.
Japanische Wissenschaftler kartierten ihn anhand von Luftaufnahmen aus den Jahren von 1981 bis 1982 und 1987 sowie mit Hilfe von Vermessungen aus dem Jahr 1983. Sie benannten ihn 1989 deskriptiv. Wissenschaftler des Norwegischen Polarinstituts übertrugen diese Benennung 1990 in einer Teilübersetzung ins Norwegische.